# 张任谦
张任谦，AC（1936年11月21日—1991年7月4日），澳洲华裔，心脏外科医生，是人類现代心脏移植醫學技术的先驱。

## 生平
1936年出生于上海，父母都是在澳洲出生的华裔，祖籍东莞。抗日战争爆发后全家不得已开始了颠沛流离的生活，曾举家从上海搬迁至新加坡，后来又迁移到缅甸仰光待了一年，还回到重庆和香港居住过。他在香港度过童年的大部分时间，曾在九龍塘的小学和聖保羅書院学习。12岁时母亲因乳腺癌而逝世，使他立下学医的志向。1953年移居澳大利亚，从悉尼刘易舍姆（Lewisham）的基督教兄弟高中毕业并进入世界名校悉尼大学醫學院学习医学，1960年以一级荣誉学位获得悉尼大学医学学士学位，1962年再从该校取得医学和外科学学士学位。毕业后，在心脏外科医生马克·沙纳汉指导下在悉尼圣文森特医院做了两年实习医生，然后前往英国在伦敦外科医生奥布里·约克·梅森指导下进修。
张任谦在皇家布朗普顿医院研修胸心外科，并在学习期间与他的妻子安相识和成婚。1966年，成为皇家外科学会会员。此后赴美国，成为梅奥诊所的住院总医师。1972年，回到悉尼圣文森特医院，任胸心外科顾问医生。1973年，成为皇家泛澳大利亚外科学会会员。1975年，成为美国外科学会会员。
张任谦的父亲为奥布里·张，母亲为梅·李。他与妻子安共有三个孩子，女儿凡妮莎，子马修和马克斯。此外他还有一个妹妹弗朗西斯和一个兄弟安东尼。

## 外科生涯
在悉尼圣文森特医院期间，张任谦与哈里·温莎医生与马克·沙纳汉医生共事。温莎医生曾在1968年主持了澳洲的第一个心脏移植手术，但由于排异反应患者在手术后只存活了六周。1980年抗排异药物的出现在很大程度上增加了心脏移植的成功率，促使张任谦游说当时澳洲的政治人物和商人，为圣文森特医院的心脏移植研究筹集资金。1984年，他在圣文森特医院主持成立了澳洲心脏移植中心。1984年2月14日，张医生在圣文森特医院为一名中年男子进行澳洲首例心脏移植手术成功。而且，他曾在1984年和1986年两次为澳大利亚少女弗洛娜·库特进行心脏移植，成功挽救该少女的生命，这是张医生所主持的著名病例。库特后来成为澳洲电视七台的报道员。
在1984年至1990年期间，张任谦医生领导的小组共为澳大利亚和东南亚各国的患者做过266次心脏移植手术、22次心肺同时移植手术以及6次单肺移植手术，手术患者的一年生存率达92％，五年生存率达85％。此外，他还率领研究人员致力于人工心瓣膜的研究。
1986年，张任谦医生因为“对澳洲和中国的国际关系与在医学上所作的贡献”而被澳大利亚女王亲自授予澳大利亚同伴勋章（Companion of the Order of Australia, AC）。

## 逝世
1991年7月4日张任谦医生离开位于北悉尼克朗塔夫区的住所，驾车经过北区的斯皮特大桥，沿着军事路向悉尼港湾大桥进发。在经过莫斯曼区时，两名尾随的马来西亚华裔刘秋生（Chew Seng Liew）和林春治（Choon Tee Lim）故意驾车将车子与张的汽车相撞，迫使张将车子停在路边。然后刘林两人试图引张任谦走过来进入他们的汽车，准备勒索张，但遭到张的拒绝。两人又企图拉张去他们的车子，但张反抗，并向一名路人高呼报警。
刘林两人见事败，怕事后被张认出，刘于是向张的头部开一枪，张任谦应声倒地，刘再向张的头部开第二枪，随后两人逃去。张当场被害。不久后警方赶到，从刘遗留在犯罪现场的钱包认出刘，此后获悉刘藏匿在墨尔本的森伯里区，并在张任谦遇害九天后，在墨尔本机场将打算逃逸出澳洲的刘抓获。同一日，警方还将在最后一刻退出勒索计划的吴章夏（Stanley Ng）捕获，不过此时，刘的同伙林春治已早一步乘飞机逃往吉隆坡。
7月20日，纽省警方发布拘捕令，通过国际刑警，要求马来西亚、香港、澳门及中国警方缉捕林归案。在张任谦被害4个月后的11月12日，林终于在吉隆坡落网，并在12月12日从吉隆坡被引渡回悉尼受审。审判时，刘认罪，被判26年，20年后才准申请假释。林则否认控罪，称自己不知当时刘携带有枪，但被裁定罪名成立，被判24年，至少要18年后才准申请假释。另一名未作案的吴转为控方证人，获豁免起诉。
事后的警方调查表明，刘和林事发前并不认识张任谦医生，但他们在杂志上看到一篇关于张医生的文章后便起了绑架和勒索之心。刘林吴三人曾计划在1991年5月底到悉尼张的住所绑架张，勒索张300万澳币，但在到达悉尼后才发现张已出了国，因此只得先返回墨尔本。6月，三人再次前往悉尼，但再次不能下手，于是三人产生矛盾，特别是吴反对使用暴力，从而退出，返回墨尔本，只剩刘和林两人。此后才在7月发生震惊澳洲的刘枪杀张任谦医生事件。
張任謙死後被澳大利亞政府授以國葬規格舉行葬禮。
2009年10月，假释委员会允许林在2009年11月11日服完他的18年最低刑期后获得自由而被遣返至马来西亚，从而不用再度过监管下的6年假释期，因为委员会成员得知林在服刑期间表现良好。不过这个决定在公布后获得很大的争议，其子马克斯称张家根本不知道纽省当局有提前释放林的决定，27日纽省惩教厅厅长罗伯森也对该决定发表了反对意见。
2009年11月20日，澳洲纽省假释委员会以多数票数否决了林的假释申请，理由是“张任谦的家人对于林的假释一事并不知情”。林将继续服刑，直至2010年10月下一次假释听证会进行。
刘秋生（Chiew Seng Liew） 在2012年10月回马来西亚。

## 影响

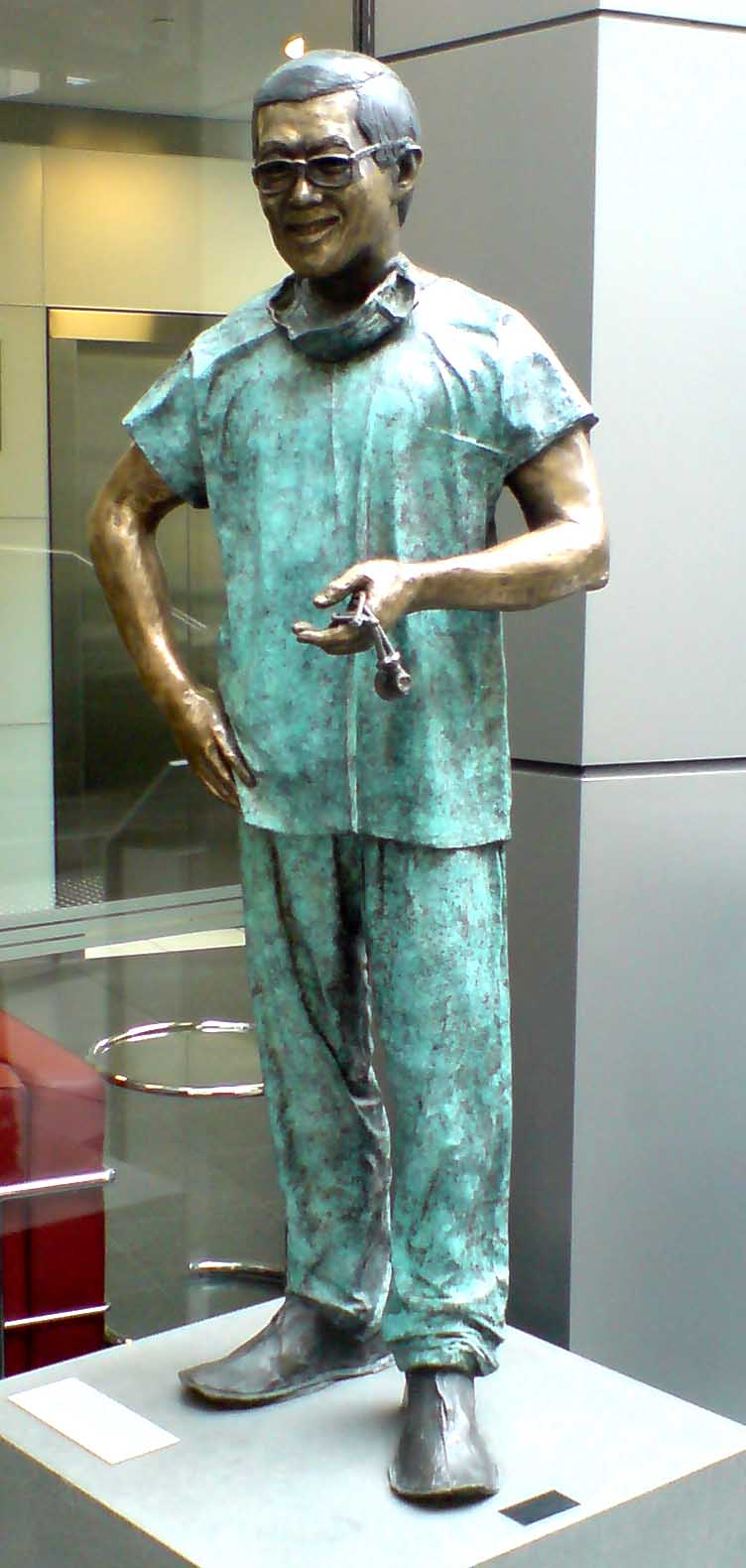
张任谦心脏研究所外的张任谦实体大小铜像。

为了张任谦对医学所做的杰出贡献，致力于“心肌疾病的预防、诊断与治疗”研究的张任谦心脏研究所于1994年2月15日在当时澳洲总理保罗·基廷主持下成立。张任谦生前曾为做心脏搭桥手术的澳洲首富凯利·派克作为赞助人捐赠300万元给张任谦心脏研究所，此外澳洲公众向研究所捐款200万元。英国戴安娜王妃也曾赴澳举行一系列慈善活动为该中心募集资金。
1999年，时任澳洲总理约翰·霍华德在澳大利亚人民选择奖的颁奖典礼上宣布张任谦为“本世纪最伟大的澳洲人”。其他获提名的还有唐纳德·布莱德曼、唐·弗雷泽和弗雷德·霍洛斯。
2008年，悉尼圣文森特医院的张任谦-洛伊·帕克建筑完工，并由丹麦王储妃玛丽正式剪彩并致辞。
悉尼圣文森特医院对面的公园内也建有张任谦的纪念碑，上镌刻有其女凡妮莎怀念父亲的文章。从空中俯视时该纪念碑呈心形，而且在心脏边缘还立有一段弧形石墙，象征张任谦医生为保护人类心脏奉献了毕生精力。
2023年11月21日，谷歌塗鴉在張任謙87歲冥誕時作為版面人物。

## 相关书籍
- Butler, Mark (1997). Victor Chang: Healer of Hearts. Reed Library - Cardigan Street. ISBN 1863915826.
- Chang, Vanessa (2001). Victor Chang: A Tribute to My Father. Pan Macmillan Australia. ISBN 0330363220.
- Stephenson, Ron (2005). Victor Chang: Murder of a Hero. New Holland. ISBN 1741103215.